# 1-2-Switch
《1-2-Switch》是任天堂为自家游戏机任天堂Switch出品的聚会游戏，於2017年3月3日同游戏机首发。游戏要玩家面对面，并仅通过游戏机的Joy-Con手柄操作。由於本作傾向體感操作模式，包裝也標明本作無法於任天堂Switch掌機模式運行。

## 玩法
玩家在游戏开始时会在起始点，玩法和擲賽遊戲有些类似。游戏一开始电脑会随机选择一个小游戏让玩家决定谁先出发，平手则重新选择小游戏，而胜利者可转动游戏中的轮盘决定行走的步数，但如果不幸运的话前进的机会就会让给了对手。在玩家移动后就必须进行相应的小游戏，胜利者移动，以此类推。先到终点的玩家胜利。

### 小遊戲
《1-2-Switch》預定收錄28種小遊戲，任天堂已公佈了當中21種小遊戲。
1. 快槍俠（Quick Draw）
这个游戏考验玩家的反应速度。玩家面對面等待遊戲機宣告發射，最快以Joy-Con對準正前方按鍵者勝出。系統可計出準確至1毫秒之差距。
2. 大胃王比賽（Eating Contest）
玩家用Joy-Con的IR镜头对准自己的嘴巴。开始后玩家则必须在限定时间内快速用嘴巴做出咀嚼的动作，咀嚼越快就证明玩家吃得越多。之后电脑会计算玩家已吃的事物分量，吃最多的玩家胜利。
3. 擠牛奶（Milk）
玩家在游戏中必须握住并用食指、中指和无名指按住Joy-Con，同时手也要向下顺势移动。最顺畅快速的玩家获得胜利。
4. 空手接白刃（真剣白刃取り）
玩家輪流在系統呼叫開始後，緊握Joy-Con 作揮刃與合掌姿勢，直至一方成功即定出勝負。
5. 模彷舞蹈（Copy Dance）
玩家輪流帶著Joy-Con使出三組舞蹈姿勢，讓對手即時模仿，最後會以力量 ､準成度和姿勢特色評級定勝負。
6. 計算球數（Count Ball）
玩家需要在限時內聽出Joy-Con 模擬的盒子內裝有多少個球，最快最準者獲勝。
7. 乒乓球（Ping Pong）
玩家以Joy-Con模仿開出乒乓球後，以聲音和手掣震動判斷揮拍擊球的方式和時機，先取5分者獲勝。
8. 破解金庫（Safe Cracker）
玩家抓住并转动Joy-Con。玩家必须靠感觉找出正确的位置并保持在那里直到出现声音提示。最快完成三次的玩家获胜。
9. 鬥劍（Sword Fight）
玩家同样必须抓住Joy-Con，模仿抓剑的动作。按下按钮为防守，松开按钮为攻击。玩家必须根据对手的动作进行防守，例如对手打横抓剑攻击的话就必须打直防守。每个玩家有5条生命，最快杀死对手即胜出。
10. 巫師（Wizard）
玩家要像抓住魔法棒一样抓住Joy-Con并互相攻击。玩家将Joy-Con向前推即可加强攻击。玩家必须看准对手攻击的时候，做出反击。最先攻击到对手的玩家获得胜利。
11. 電話（Telephone）
玩家把Joy-Con安置桌上，然後仔細聆聽電話響起的聲音，最先拿起Joy-Con按鍵者獲勝。
12. 刮鬍子（Shaver）
玩家必须模仿刮胡子的动作，用Joy-Con在脸部进行移动。玩家可以根据声音判断自己是否刮着胡子。最先刮完胡子的人胜利。
13. 伸展台（Runway）
玩家将Joy-Con摆在腰部的位置，随着音乐向前走，音乐停止则玩家停止移动最后摆出三个不同的姿势。电脑会根据玩家行走的节奏和摆出的姿势进行评分，最高分的玩家胜出。
14. 開汽水（Soda）
玩家假设手上的Joy-Con是一瓶汽水，摇动汽水增加其压力，并交给下一个玩家。玩家摇动时汽水爆开的话即失败了。
15. 嬰兒（Baby）
主机屏幕上会出现一个正在哭泣的婴儿的模样。玩家必须抱住主机像哄宝宝一样轻轻摇动。婴儿睡着的话就轻轻放下来，太过重的话婴儿又会再度哭闹。最先完成的玩家胜出。
16. 旋轉 Joy-Con（Joy-Con Rotation）
这个小游戏会考验玩家手臂的灵活度。玩家必须拿起Joy-Con并进行转动，达到玩家极限时可以放下。转得最大幅度的玩家胜利，但玩家在旋转时如果手震次数太多的话将直接视作失败。
17. 吹牛骰 / 大話骰（Liar Dice）
玩家摇动Joy-Con后放下，Joy-Con就会用震动告诉玩家对手的骰子数量。这个游戏可说是一种心理战，如果玩家发现对手骰子数量很大的话，可以用些花言巧语、动作等劝告对手再次摇动，改变骰子的数量。最多骰子的玩家最终就会胜利。
18. 海灘搶旗（Beach Flag）
玩家面對面聽取起跑槍聲，然後緊握Joy-Con迅速揮動四肢作原地奔跑，最先感觸到旗子並舉起者獲勝。
19. 棒球（Baseball）
玩家将被分为投手和擊球員。投手可选择投出快球或是慢球，然后挥动Joy-Con将球扔出去。击球手则必须靠声音去击球，打中则上垒，打得漂亮也可以来个全垒打直接得分。
20. 轉盤子（Dish Spin）
玩家握住Joy-Con并模拟抓住一支上方有碟子的棍子。玩家必须互相骚扰对手使对手的碟子掉下来，这样玩家就会获得胜利了。
21. 禪（Zen）
玩家面對面將Joy-Con放在身上，維持系統最初指定的動作，直至其偵測到某方晃動太多時決出勝負。

## 反响
在首个预告片公开时，有一些游戏评论家把该作和瓦里奥系列进行了比较。任天堂将这款游戏与Switch主机分开销售这一决策受到了一些评论家的批评。他们认为这款游戏与Wii Sports类似，更适合与主机打包。尽管任天堂表示他们允许消费者选择要购入的游戏而非强制打包捆绑销售再提高Switch的价格，这样才不会打消消费者的兴趣和影响主机的销售。游戏媒体Destructoid的Cory Arnold批评该作缺乏真正的单人模式，甚至认为小游戏品質比Wii Sports要差，表明他们没有任何进步。
2019年4月底公开的第四季（截止至2019年3月底）任天堂财报宣布本作全球销量已达297万份。

## 后续
2023年6月，任天堂公布了本作的续作《Everybody 1-2-Switch!》，将支持8人使用Joy-Con控制器游戏，也将支持玩家使用智能手机作为手柄连接任天堂Switch主机进行游戏。此外《Everybody 1-2-Switch!》相较前作还加入了对繁简中文的支持。游戏将于2023年6月30日在任天堂Switch平台发售。